# Museum voor Moderne Religieuze Kunst
Het Museum voor Moderne Religieuze Kunst werd opgericht in Oostende en bestond er van 1974 tot 1994. Na de sluiting verhuisde de collectie religieuze kunst naar Brussel en vond er onderdak in de koepel van de nationale basiliek van Koekelberg. Tegenwoordig is het een van de twee musea in de basiliek; het andere is het Museum van de Zwartzusters.

## Historiek
Dit museum was een eenmansinitiatief van priester Jan Ghekiere (Sint-Eloois-Winkel, 1914-Oostende, 1992). Eerder stichtte hij de vzw "Vrienden van de Moderne Religieuze Kunst" die lezingen bracht en tentoonstellingen organiseerde in het Kursaal en het Thermae Palace in Oostende, en in het Gemeentehuis in De Panne. Dit gebruikte hij als springplank om zijn museum te stichten.  
In 1974 kreeg hij van de Dekenij Oostende een in onbruik geraakt schoolgebouwtje met kapel ter beschikking. Daar kon Ghekiere zijn droom van een museum realiseren. De opening was op 29 juni 1974.
Naast het exposeren van de "vaste collectie" organiseerde Ghekiere er ook tijdelijke tentoonstellingen.
Na het overlijden van Ghekiere in 1992 scheen het museum een stille dood te gaan sterven. Er was geen interesse en geen draagvlak vanuit bisdom of dekenij om verder in het initiatief te investeren.
In 1994 werd priester Mark Delrue directeur van het museum. Onder zijn leiding werd het museum overgebracht naar Koekelberg, in het Brussels Hoofdstedelijk Gewest.

## Verzameling
De verzameling bestaat uit werken die eigendom waren van het bisdom Brugge, de dekenij Oostende en van priester Ghekiere zélf, alsook bruiklenen door beeldende kunstenaars en privéverzamelaars (meestal erfenissen van kunstenaars die religieus werk produceerden). Door schenkingen en aanwinsten wist priester Delrue de collectie jaar na jaar te verrijken en uit te breiden.
Anno 2013 omvatte de collectie een 350-tal stukken. Zo'n honderd ervan zijn tentoongesteld in de museumruimte onder de koepel, waaronder:
- een bronzen Christushoofd van Constant Permeke;
- Càntic del sol, 31 gravures van Joan Miró over het Zonnelied van Franciscus van Assisi;
- een Gekruisigde van Gustave Van de Woestijne;
- een schilderij van Antoni Tàpies;
- een fotografisch werk van San Damon, Toen Jezus Christus werd (een horizontale kruisiging);
- zeven lithografieën van Alfred Manessier over het Paasgebeuren;
- twee litho's uit de reeks Miserere van Georges Rouault;
- werk van James Ensor;
- Passage du bleu, een schilderij van Geneviève Asse over het bijbelvers "Wachter, hoever is de nacht?" (Jesaja, 21:11);
- werk van Albert Servaes over het Kerstgebeuren.

## Tijdelijke tentoonstellingen
- 1974: Michel Ciry
- 1975: Romain Desaegher
- 1976: Peter Koenig
- 1976: 3 × Theunynck
- 1976: Hommage aan Willem Van Hecke
- 1977: Romain De Saegher
- 1977: Groepstentoonstelling met Trees Boudry, André Van Der Elst, Ferdinand Pieters, André Van Poucke, Liliane Duvivier, Luc Blomme, Jozef Seynaeve, Roger Jansoone, Jenny Steenkiste, Freddy Gaerdelen, Annie Vanhoutte, Rita Everaert en M.L. Calcooen-Thoons
- 1977: 7 × Veurne (André Bulthé, Paul Delvaux P. Doisse, G. Tahon, Trebla, J. Van Gucht en Willem Vermandere)
- 1977: Oscar Colbrandt
- 1977: Jos Hendrickx
- 1978: Alfred Ost
- 1978: Felix De Boeck
- 1978: 7 × Antwerpen (Leo Lewi, Albert Bockstael, Hugo Bongers, Hubert De Vries, Hugo Heyens, Jules Van Ael en Roland Vandenbussche)
- 1979: 12 × Engeland (Religieuze schilders uit Engeland)
- 1979: 7 × Limburg
- 1979: Ludvik Kolek (kunstenaar uit Brno)
- 1980: Alma Van der Pas
- 1981: R. Cappello Angellotti
- 1981: A. Marivoet
- 1982: Gustaaf Sorel
- 1982: Georges Rouault
- 1982: Otto Pankok
- 1983: Margriet Goossens
- 1983: R. Lens
- 1983: Marcel Notebaert
- 1984: Wim Van Peteghem
- 1984: Romain De Saegher